# José Costa
José Costa (n. 31 octombrie 1953, Porto, Portugalia) este un fost fotbalist portughez.
În cariera sa, Costa a evoluat la Académica de Coimbra, FC Porto, Vitória SC și CS Marítimo. Între 1978 și 1983, Costa a jucat 24 de meciuri pentru echipa națională a Portugaliei.

## Statistici
| Portugalia | Portugalia | Portugalia |
| An         | Meciuri    | Goluri     |
| ---------- | ---------- | ---------- |
| 1978       | 5          | 1          |
| 1979       | 3          | 0          |
| 1980       | 4          | 0          |
| 1981       | 7          | 0          |
| 1982       | 1          | 0          |
| 1983       | 4          | 0          |
| Total      | 24         | 1          |